# Lista de reproducción

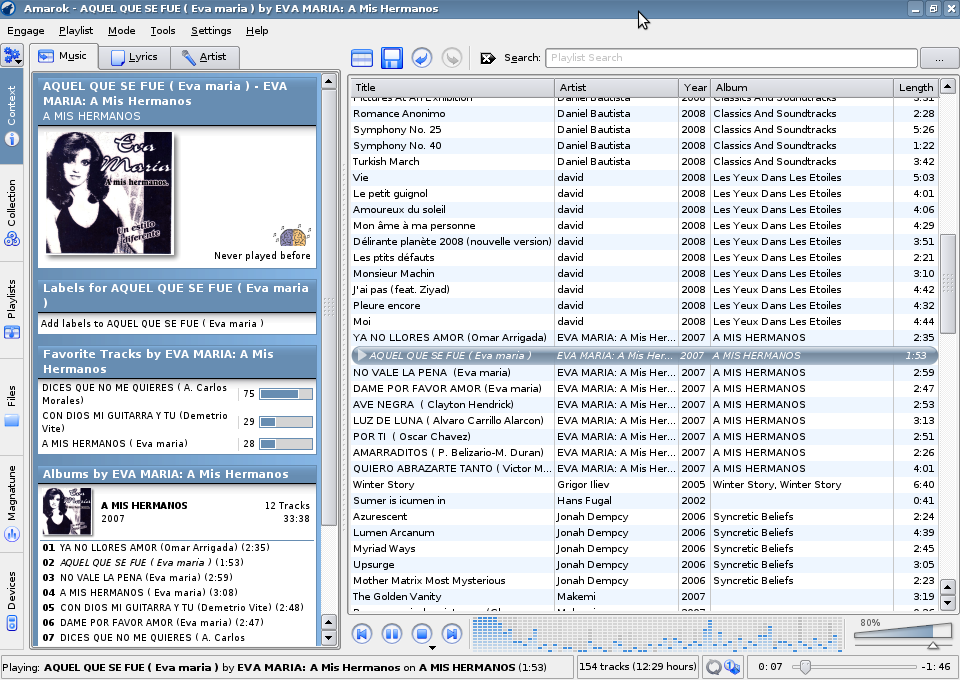
Amarok ejecutando una lista de reproducción.

Una lista de reproducción, del inglés playlist, es una lista de canciones, lo que popularmente siempre se conoció en el mundo hispanohablante como cancionero o repertorio, también puede utilizarse los términos catálogo musical. Este término se ha especializado considerablemente en los campos del broadcasting, lo que se conoce como radiodifusión en español, como también en la reproducción de música en computadores y reproductores de audio digital.
El término se empezó a usar en la radio con los Top 10 y Top 40. Las listas de reproducción eran las canciones que se iban a reproducir por estar en ese ranking.
Con el Desarrollo de los ordenadores personales, y la reproducción de música en los dispositivos portátiles, la mayor parte de los reproductores adoptaron este término para intentar organizar y controlar la música del PC. Prácticamente cualquier reproductor de audio actual permite la creación de listas de reproducción. Estas dan la posibilidad de escuchar canciones ordenada o aleatoriamente, con ambientes determinados o con variedad de estilos, buscando ajustarse a las preferencias del usuario.
Muchos servicios de alojamiento de vídeos también dan la posibilidad de crear listas de reproducción.

## Formatos de listas de reproducción
- ASX: formato de Windows Media basado en XML;
- M3U: formato desarrollado por Winamp, en el que cada línea corresponde a cada ítem de la lista
- PLS. Es un formato más expresivo que el básico M3U,
- WPL: formato usado por Windows Media Player versiones 9–11;
- XSPF: formato abierto basado en XML.